# Улуксар, Пелин
Пели́н Улукса́р (тур. Pelin Uluksar; род. 25 сентября 1994, Стамбул) — турецкая актриса

 кино и телевидения, и певица

.

## Биография и карьера
Пелин Улуксар родилась 25 сентября 1994 года в Стамбуле (Турция). Она занималась балетом, фехтованием и вокалом. Улуксар получила музыкальное образование в Государственной консерватории Стамбульского университета, окончила театральный факультет Университета Едитепе и обучалась актёрскому мастерству в Арт-центре Мюждата Гезена и Международной мастерской Михаила Чехова.
Улуксар начала актёрскую карьеру, сыграв роль Нергис Енилмез в телесериале «Номер 309», в котором снималась с 2016 по 2017 год. В 2018 году она сыграла роль Мелис Ренгин в телесериале «Безумный ветер». С 2019 по 2020 год Улуксар играла роль Нехир Эрдем в телесериале «Воссоединение» и была номинирована на премию Международного Измирского кинофестиваля в категории «Лучшая женская роль второго плана (сериал)» за эту работу. В 2021 году она сыграла роли Пюрен в телесериале «Постучись в мою дверь», Аху в телесериале «Моя жизнь» и Эды в фильме «Маленькая ложь». В 2022 году сыграла роль Сюхейлы Асаф в телесериале «Я не могу вписаться в этот мир» и появилась в фильме «7 ангелов».

## Фильмография
| Год       |   | Русское название               | Оригинальное название  | Роль           |
| --------- | - | ------------------------------ | ---------------------- | -------------- |
| 2016—2017 | с | Номер 309                      | No 309                 | Нергис Енилмез |
| 2018      | с | Безумный ветер                 | Bir Deli Rüzgar        | Мелис Ренгин   |
| 2019—2020 | с | Воссоединение                  | Vuslat                 | Нехир Эрдем    |
| 2021      | с | Постучись в мою дверь          | Sen Çal Kapımı         | Пюрен          |
| 2021      | ф | Маленькая ложь                 | Küçük Yalanlar         | Эда            |
| 2021      | с | Моя жизнь                      | Benim Hayatım          | Аху            |
| 2022      | с | Я не могу вписаться в этот мир | Ben Bu Cihana Sigmazam | Сюхейла        |
| 2022      | ф | 7 ангелов                      | 7 Melek                |                |